# Yevgueni Seredin
Yevgueni Seredin (Unión Soviética, 10 de febrero de 1958-5 de abril de 2006) fue un nadador soviético especializado en pruebas de estilo libre y estilo mariposa, donde consiguió ser subcampeón olímpico en 1980 en los 4 x 100 metros estilos.

## Carrera deportiva
En los Juegos Olímpicos de Moscú 1980 ganó la medalla de plata en los relevos de 4 x 100 metros estilos (nadando el largo de mariposa), con un tiempo de 3:45.92 segundos, tras Australia (oro) y por delante de Reino Unido (bronce), siendo sus compañeros de equipo los nadadores: Viktor Kuznetsov, Arsens Miskarovs, Serguéi Kopliakov, Vladimir Shemetov, Aleksandr Fedorovski, Alekséi Markovski y Serguéi Krasiuk.